# Pseudomyrmex
Genre
Pseudomyrmex est un genre de fourmis piqueuses de la sous-famille des Pseudomyrmecinae. Ces fourmis, qui ressemblent à des guêpes, présentent une forme allongée et de grands yeux et se rencontrent principalement dans les régions tropicales et subtropicales du Nouveau Monde.

## Liste des espèces
Selon GBIF (8 novembre 2024) :
- Pseudomyrma agilis Smith, 1860
- Pseudomyrma allaborans Guérin-Ménéville, 1844
- Pseudomyrma atrata
- Pseudomyrma biconvexa Guérin-Méneville
- Pseudomyrma capensis
- Pseudomyrma cephalica Guérin-Ménéville, 1844
- Pseudomyrma championii
- Pseudomyrma cladoica
- Pseudomyrma delicatula Guérin-Méneville
- Pseudomyrma dimidiata Guérin-Méneville
- Pseudomyrma ejecta
- Pseudomyrma elegans Guérin-Ménéville, 1844
- Pseudomyrma elongata Guérin-Ménéville, 1844
- Pseudomyrma excavata Guérin-Méneville
- Pseudomyrma filiformis Guérin-Méneville
- Pseudomyrma flavidula Guérin-Méneville
- Pseudomyrma gebellii Guérin-Méneville
- Pseudomyrma gracilis Guérin-Méneville
- Pseudomyrma laeviceps Guérin-Ménéville, 1844
- Pseudomyrma maculata Guérin-Ménéville, 1844
- Pseudomyrma mandibularis
- Pseudomyrma mexicana Guérin-Méneville
- Pseudomyrma minuta
- Pseudomyrma natalensis
- Pseudomyrma nigra
- Pseudomyrma nigriceps Guérin-Ménéville, 1844
- Pseudomyrma oculata Guérin-Ménéville, 1844
- Pseudomyrma pallens Guérin-Méneville
- Pseudomyrma pallida Guérin-Ménéville, 1844
- Pseudomyrma perboscii
- Pseudomyrma phyllophila
- Pseudomyrma pilosa
- Pseudomyrma rufipes
- Pseudomyrma rufo-nigra
- Pseudomyrma termitana Guérin-Ménéville, 1844
- Pseudomyrma testacea 1844
- Pseudomyrma unicolor Guérin-Ménéville, 1844
- Pseudomyrma venusta
- Pseudomyrmex acanthobius (Emery, 1896)
- Pseudomyrmex adustus (Borgmeier, 1929)
- Pseudomyrmex alternans (Santschi, 1936)
- Pseudomyrmex alustratus Ward, 1989
- Pseudomyrmex alvarengai Kempf, 1961
- Pseudomyrmex antiguanus (Enzmann, 1944)
- † Pseudomyrmex antiquus Ward, 1992
- Pseudomyrmex apache Creighton, 1953
- Pseudomyrmex arcanus Ward & Branstetter, 2022
- Pseudomyrmex atripes (Smith, 1860)
- † Pseudomyrmex avitus Ward, 1992
- † Pseudomyrmex baros Ward, 1992
- Pseudomyrmex beccarii (Menozzi, 1935)
- Pseudomyrmex boopis (Roger, 1863)
- Pseudomyrmex browni Kempf, 1967
- Pseudomyrmex brunneus (Smith, 1877)
- Pseudomyrmex caeciliae (Forel, 1913)
- Pseudomyrmex capillatus Ward & Branstetter, 2022
- Pseudomyrmex championi (Forel, 1899)
- Pseudomyrmex cladoicus (Smith, 1858)
- Pseudomyrmex cognatus Ward & Branstetter, 2022
- Pseudomyrmex colei (Enzmann, 1944)
- Pseudomyrmex comitator Ward & Branstetter, 2022
- Pseudomyrmex concolor (Smith, 1860)
- Pseudomyrmex coronatus (Wheeler, 1942)
- † Pseudomyrmex coruscus Ward, 1992
- Pseudomyrmex cretus Ward, 1989
- Pseudomyrmex cubaensis (Forel, 1901)
- Pseudomyrmex curacaensis (Forel, 1912)
- Pseudomyrmex dendroicus (Forel, 1904)
- Pseudomyrmex denticollis (Emery, 1890)
- Pseudomyrmex depressus (Forel, 1906)
- Pseudomyrmex distinctus (Smith, 1877)
- Pseudomyrmex duckei (Forel, 1906)
- Pseudomyrmex eduardi (Forel, 1912)
- Pseudomyrmex ejectus (Smith, 1858)
- Pseudomyrmex elongatulus (Dalla Torre, 1892)
- Pseudomyrmex elongatus (Mayr, 1870)
- Pseudomyrmex endophytus (Forel, 1912)
- Pseudomyrmex ereptor Ward & Branstetter, 2022
- Pseudomyrmex ethicus (Forel, 1911)
- Pseudomyrmex euryblemma (Forel, 1899)
- Pseudomyrmex evitus Ward
- Pseudomyrmex excisus (Mayr, 1870)
- Pseudomyrmex exoratus Ward & Branstetter, 2022
- † Pseudomyrmex extinctus (Carpenter, 1930)
- Pseudomyrmex faber (Smith, 1858)
- Pseudomyrmex fasciatus Ward & Branstetter, 2022
- Pseudomyrmex feralis Ward
- Pseudomyrmex ferrugineus (Smith, 1877)
- Pseudomyrmex fervidus (Smith, 1877)
- Pseudomyrmex fiebrigi (Forel, 1908)
- Pseudomyrmex filiformis (Fabricius, 1804)
- Pseudomyrmex flavicornis (Smith, 1877)
- Pseudomyrmex flavicornis-a
- Pseudomyrmex flavicornis-b
- Pseudomyrmex flavicornis-c
- Pseudomyrmex flavidulus (Smith, 1858)
- Pseudomyrmex gebellii (Forel, 1899)
- Pseudomyrmex gibbinotus (Forel, 1908)
- Pseudomyrmex godmani (Forel, 1899)
- Pseudomyrmex goeldii (Forel, 1912)
- Pseudomyrmex gracilis (Fabricius, 1804)
- Pseudomyrmex haytianus (Forel, 1901)
- Pseudomyrmex hesperius Ward, 1993
- Pseudomyrmex holmgreni (Wheeler, 1925)
- Pseudomyrmex incurrens (Forel, 1912)
- Pseudomyrmex ita (Forel, 1906)
- Pseudomyrmex janzeni Ward, 1993
- Pseudomyrmex kuenckeli (Emery, 1890)
- Pseudomyrmex laevifrons Ward, 1989
- Pseudomyrmex laevigatus (Smith, 1877)
- Pseudomyrmex laevivertex (Forel, 1906)
- Pseudomyrmex leptosus Ward, 1985
- Pseudomyrmex lizeri (Santschi)
- Pseudomyrmex lynceus (Spinola, 1851)
- † Pseudomyrmex macrops Ward, 1992
- Pseudomyrmex maculatus (Smith, 1855)
- Pseudomyrmex major (Forel, 1899)
- Pseudomyrmex malignus (Wheeler, 1921)
- Pseudomyrmex mandibularis (Spinola, 1851)
- Pseudomyrmex micans Ward
- Pseudomyrmex mixtecus Ward, 1993
- Pseudomyrmex monochrous (Dalla Torre, 1892)
- Pseudomyrmex mordax (Warming, 1894)
- † Pseudomyrmex nexilis Ward, 1992
- Pseudomyrmex niger (Donisthorpe, 1940)
- Pseudomyrmex nigrescens (Forel, 1904)
- Pseudomyrmex nigrocinctus (Emery, 1890)
- Pseudomyrmex nigropilosus (Emery, 1890)
- Pseudomyrmex nimbus Ward & Branstetter, 2022
- Pseudomyrmex obtusus Ward, 2017
- Pseudomyrmex oculatus (Smith, 1855)
- Pseudomyrmex oki (Forel, 1906)
- Pseudomyrmex opaciceps Ward, 1993
- Pseudomyrmex opacior (Forel, 1904)
- † Pseudomyrmex oryctus Ward, 1992
- Pseudomyrmex osurus (Forel, 1911)
- Pseudomyrmex pallens (Mayr, 1870)
- Pseudomyrmex pallidus (Smith, 1855)
- Pseudomyrmex particeps Ward, 1993
- Pseudomyrmex parvulus Ward
- Pseudomyrmex pazosi (Santschi, 1909)
- Pseudomyrmex penetrator (Smith, 1877)
- Pseudomyrmex peperi (Forel, 1913)
- Pseudomyrmex perboscii (Guérin-Méneville, 1844)
- Pseudomyrmex peruvianus (Wheeler, 1925)
- Pseudomyrmex phyllophilus (Smith, 1858)
- Pseudomyrmex pictus (Stitz, 1913)
- Pseudomyrmex pisinnus Ward, 1989
- † Pseudomyrmex prioris Ward, 1992
- Pseudomyrmex pupa (Forel, 1911)
- Pseudomyrmex reconditus Ward, 1993
- Pseudomyrmex rochai (Forel, 1912)
- Pseudomyrmex rufiventris (Forel, 1911)
- Pseudomyrmex rufomedius (Smith, 1877)
- Pseudomyrmex salvini (Forel, 1899)
- Pseudomyrmex santschii (Enzmann, 1944)
- Pseudomyrmex satanicus (Wheeler, 1942)
- † Pseudomyrmex saxulum LaPolla & Greenwalt, 2015
- Pseudomyrmex schuppi (Forel, 1901)
- Pseudomyrmex seminole Ward, 1985
- Pseudomyrmex sericeus (Mayr, 1870)
- Pseudomyrmex simplex (Smith, 1877)
- Pseudomyrmex simulans Kempf, 1958
- Pseudomyrmex solisi (Santschi, 1916)
- Pseudomyrmex spec (Fabricius, 1804) Fabricius, 1804
- Pseudomyrmex spec (Fr.Smith, 1855) Fr.Smith, 1855
- Pseudomyrmex spiculus Ward, 1989
- Pseudomyrmex spinicola (Emery, 1890)
- Pseudomyrmex squamifer (Emery, 1890)
- Pseudomyrmex subater (Wheeler, 1914)
- Pseudomyrmex subtilissimus (Emery, 1890)
- † Pseudomyrmex succinus Ward, 1992
- Pseudomyrmex tachigaliae (Forel, 1904)
- Pseudomyrmex tenuis (Fabricius, 1804)
- Pseudomyrmex tenuissimus (Emery, 1906)
- Pseudomyrmex terminalis (Smith, 1877)
- Pseudomyrmex termitarius (Smith, 1855)
- † Pseudomyrmex thecolor Ward, 1992
- Pseudomyrmex triplaridis (Forel, 1904)
- Pseudomyrmex triplarinus (Weddell, 1850)
- Pseudomyrmex unicolor (Smith, 1855)
- Pseudomyrmex urbanus (Smith, 1877)
- Pseudomyrmex veneficus (Wheeler, 1942)
- Pseudomyrmex venustus (Smith, 1858)
- Pseudomyrmex veracruzensis Ward & Branstetter, 2022
- † Pseudomyrmex vicinus Ward, 1992
- Pseudomyrmex viduus (Smith, 1858)
- Pseudomyrmex villosus Ward, 1989
- Pseudomyrmex voytowskii (Enzmann, 1944)
- Pseudomyrmex weberi (Enzmann, 1944)
- Pseudomyrmex wheeleri (Enzmann, 1944)

## Systématique
Le nom valide complet (avec auteur) de ce taxon est Pseudomyrmex Lund, 1831.
Pseudomyrmex a pour synonymes :
- Myrmex Guérin-Méneville, 1844
- Pseudomyrma Guérin-Méneville, 1844